# Industriens Fond
Industriens Fond (indtil 2009 Industriens Realkreditfond) er en privat og uafhængig filantropisk fond der udvikler og støtter projekter og initiativer, der styrker dansk erhvervslivs konkurrenceevne. Fonden ledes af en bestyrelse med Lars-Peter Søbye som bestyrelsesformand og Torben M. Andersen som næstformand. Fondens daglige virke ledes af den administrerende direktør, Thomas Hofman-Bang.
Fonden arbejder blandt andet med viden, kompetencer og innovation i dansk erhvervsliv og støtter hvert år nye initiativer og projekter med op mod 250 mio. kroner. Fonden har primært fokus på følgende områder:
- Bæredygtig Produktion
- Cybersikkerhed
- Internationalisering
- Nye Teknologier

Industriens Fond er registreret som en erhvervsdrivende fond og har en balancesum på næsten fem milliarder kroner. Alt i alt har fonden cirka 150 aktive projekter i sin projektportefølje.

## Historie
Industriens Fond blev stiftet i 1898 som en kreditforening med navnet Kreditforeningen for Industrielle Ejendomme. Realkreditfonden drev virksomhed op igennem det 20. århundrede og overdrog i 1990 realkreditaktiviteterne til datterselskabet IRF Industrifinansiering Holding A/S, der fra 1992 blev en del af virksomheden Tryg Nykredit Holding A/S. Som vederlag for overdragelsen af realkreditaktiviteterne modtog Industriens Realkreditfond aktier i Tryg Nykredit Holding A/S (senere Nykredit Holding A/S). Efter en retssag mellem Nykredit og Industriens Fond har fonden nedbragt sin ejerandel af Nykredit Holding. Pr. 2024 udgør fondens ejerandel 0,34 procent.
I starten af 2009 blev fonden til Industriens Fond og Mads Lebech blev indsat som adm. direktør. I begyndelsen af 2019 blev han efterfulgt af Thomas Hofman-Bang.